# Dorfkirche Zeddenick

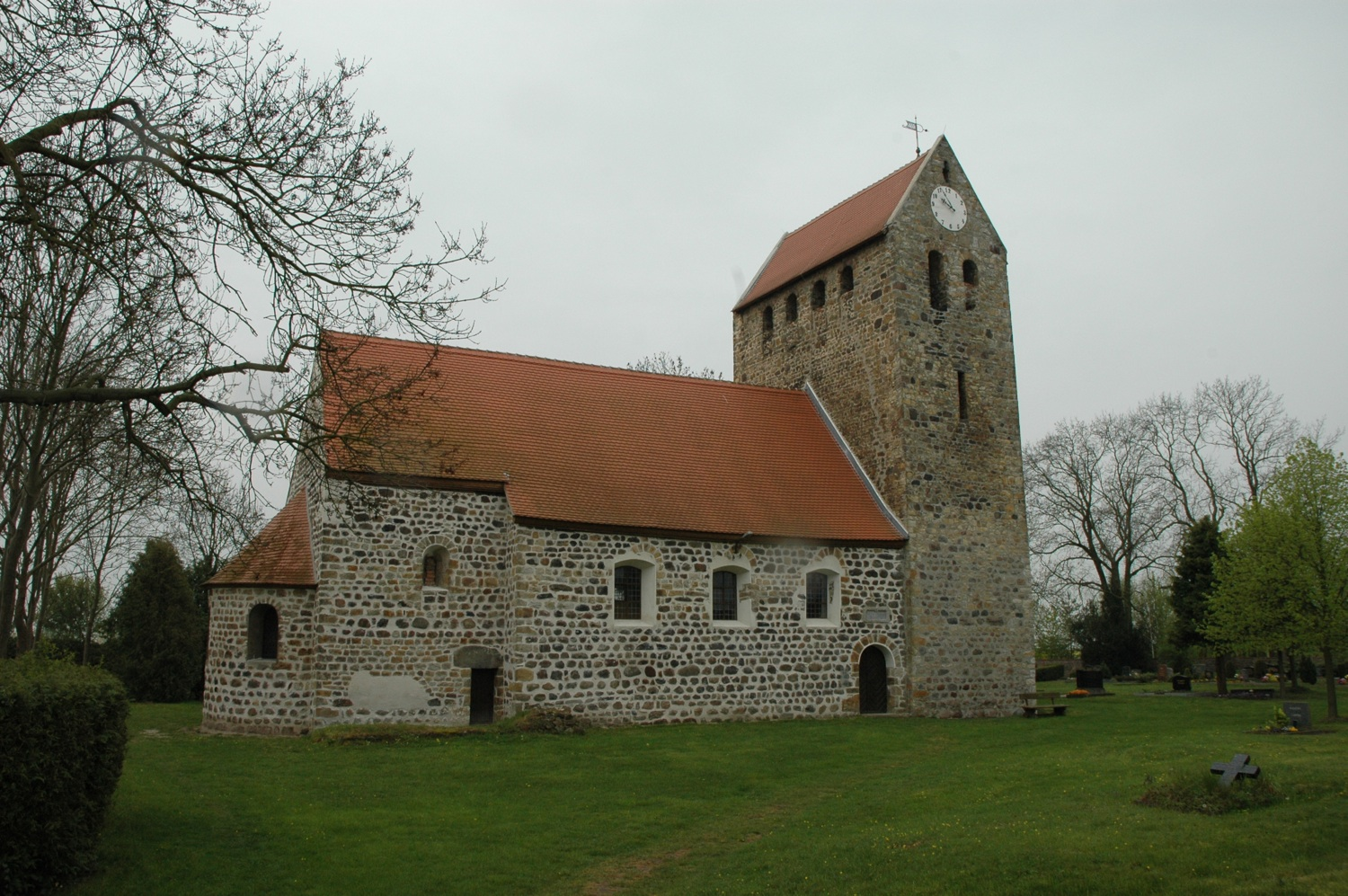
Dorfkirche Zeddenick

Die evangelische Dorfkirche Zeddenick (auch: St. Elisabeth) ist eine romanische Saalkirche im Ortsteil Zeddenick von Möckern im Landkreis Jerichower Land in Sachsen-Anhalt. Sie gehört zur Kirchengemeinde Zeddenick des Pfarrbereichs Möckern im Kirchenkreis Elbe-Fläming der Evangelischen Kirche in Mitteldeutschland (EKMD).

## Geschichte und Architektur
Die Kirche war ursprünglich Maria geweiht, sie wurde 1583 Unser Lieben Frauen genannt. Die romanische Saalkirche besteht aus breitem querrechteckigem Westturm, gestrecktem Schiff, eingezogenem, quadratischem Chor und halbkreisförmiger Apsis (Vollständige Anlage), im Kern aus der Zeit um 1180. Der Feldsteinturm wurde in spätromanischer Zeit in Quarzit aufgestockt, aus dieser Zeit sind die Schallöffnungen erhalten. Ein romanisches Fenster an der Chornordseite ist heute vermauert. Am Schiff sind zum Teil die Bogenlaibungen der hoch eingesetzten romanischen Fenster erkennbar. Die Mauerkronen des Chors wurden 1769 in Backstein erhöht. Die Fenster wurden 1747 und 1899 vergrößert. Vor der Chornordseite sind Mauerreste eines Anbaus in Feldstein zu sehen, die wohl aus dem 16. Jahrhundert stammen. 
Das Innere ist mit einer flachen Holzdecke von 1855 geschlossen. Ein runder Triumphbogen führt zum Chor, der Turm ist zum Schiff durch zwei Rundbögen geöffnet. Die Neuordnung der Ausstattung wurde während der Instandsetzung von 1827 im Wesentlichen beibehalten, ist jedoch durch die wilhelminische Ausmalung von etwas düsterer Gesamtwirkung.

## Ausstattung
Emporen sind im Westen und Norden eingebaut. Eine schlichte rechteckige Sakramentsnische mit Türblatt und Beschlägen ist erhalten. Apsis und Chor sind mit Resten spätromanischer Wandmalerei aus der Zeit um 1200 versehen, die bei der Restaurierung in den Jahren 1900–1902 von August Olbers aus Hannover teils stark übergangen wurden, wobei teils in Leinwand gemalte Kopien angebracht wurden (etwa an der Chornordwand). In der Apsiskuppel befindet sich eine in Anlehnung an geringe Befunde entworfene neuromanische Darstellung einer Mariensegnung in der Mandorla zwischen Evangelistensymbolen und je einem Heiligen (Stephanus und Johannes der Evangelist), darunter, an der Nord- und Südwand sich fortsetzend, gemalte Arkatur mit Heiligen. Die Apsisbogenzwickel sind mit Engeln und Spruchbändern geschmückt. An der südlichen Ostwand des Schiffs ist ein spätgotischer Christophorus, stark verändert, erhalten. An der Unterseite des Triumphbogens sind neuromanische Rosetten und Zickzackbänder zu sehen.
Zwei Farbglasfenster, wohl von Ferdinand Müller (Quedlinburg) um 1900 zeigen den lehrenden Christus und die Anbetung der Hirten. Der Mittelschrein eines Schnitzaltarretabels des ausklingenden Weichen Stils um 1420 wurde restauriert um 1994 und zeigt im Schrein Maria zwischen vier Heiligen. Ein achteckiger frühgotischer Taufstein in Kelchform zeigt am Rand des halbkugeligen Beckens einen Fries von hängenden Lilien aus dem zweiten Drittel des 13. Jahrhunderts. Die Kanzel mit Schalldeckel und die gefelderte Nordempore mit Zahnschnittfries stammen wohl aus der zweiten Hälfte des 17. Jahrhunderts, ein dreireihiges barockes Kastengestühl aus der zweiten Hälfte des 17. Jahrhunderts. 
Der neuromanische Orgelprospekt wurde um 1890 geschaffen. Die Orgel ist ein Werk von Robert Knauf & Sohn aus dem Jahr 1891 mit 12 Registern auf zwei Manualen und Pedal. Eine Bronzeglocke von Christian Gotthold Ziegner, Magdeburg, ist mit Stifterwappen des Ludwig Philipp von Hagen versehen und stammt von 1763.